# Berzercon ferdinandi
Genre
Espèce
Berzercon ferdinandi, unique représentant du genre Berzercon, est une espèce d'acariens mesostigmates de la famille des Discozerconidae.

## Distribution
Cette espèce a été découverte sur des coléoptères de la famille des Carabidae en Nouvelle-Zélande.

## Publication originale
- Seeman & Baker, 2013 : A new genus and species of Discozerconidae (Acari: Mesostigmata) from carabid beetles (Coleoptera: Carabidae) in New Zealand. Zootaxa, no 3750 (2), p. 130–142.